# Dance in the Vampire Bund
Dance in the Vampire Bund (japanisch ダンス イン ザ ヴァンパイアバンド Dansu in za Vampaia Bando) ist eine Manga-Reihe die von Nozomu Tamaki geschrieben und gezeichnet wird. Der Manga wird seit Januar 2006 im vom Media Factory herausgegebenen Magazin Gekkan Comic Flapper veröffentlicht. Im Jahr 2010 wurde die Manga-Reihe von Shaft als Anime-Fernsehserie adaptiert.

## Handlung
Im Mittelpunkt der Handlung stehen Mina Țepeș (ミナ・ツェペッシュ, Mina Tsepesshu), die Königin der Vampire, und ihr Beschützer, der Werwolf Akira Kaburagi Regendorf (暁・鏑木・レーゲンドルフ, Akira Kaburagi Rēgendorufu). Für lange Zeiten hielten sich die Vampire versteckt und wurden nur noch als Mythos angesehen. Mina will diese Jahrhunderte andauernde Isolation beenden. Im Gegenzug für die Abzahlung der Staatsschulden Japans wird ihr die Errichtung einer exterritorialen Insel gestattet, die als der „Bund“ ([bʌnd], vgl. Bund) bezeichnet wird. Schließlich konfrontiert Mina die Welt mit der Existenz der Vampire und ihrem Wunsch, dass beide Rassen friedlich miteinander leben sollen. Diese kühnen Pläne werden jedoch von furchtsamen Menschen und auch von Extremisten in den Reihen der Vampire empfindlich gestört.
Die Vampire werden in drei verschiedene Gruppen unterteilt. Es gibt normale Vampire, von denen ein großer Teil nur instinktgesteuert handelt, gewalttätig, blutdürstig und sexuell ausschweifend ist. Im Gegensatz zu diesen stehen die „Fangzahnlosen“ (牙なし, kibanashi), meist Vampire, die durch einen Biss zu einem wurden und sich die Vampirzähne haben entfernen lassen, um diese Triebe zu ersticken und weiterhin ihre Menschlichkeit bewahren zu können. Traditionell am unteren Ende der Vampirgesellschaft stehend gilt ihnen Minas besondere Fürsorge, die ihnen eine separate unterirdische Stadt baut sowie sie Familien aus fangzahnlosen Erwachsenen und Kindern und allgemein eine soziale Gemeinschaft bilden lässt. An der Spitze der Vampirgesellschaft stehen die reinblütigen Vampire (真祖, shinso), Vampire, die zuvor keine Menschen waren und deren Blutslinie auch kein Blut aus einer Verbindung mit Menschen enthält. Von diesen existieren nur noch vier Personen: Mina Țepeș und die Fürsten Rozenmann (ローゼンマン, Rōzenman), Li (李) und Ivanov (イワノヴ. Iwanovu). Letztere putschten gegen das Königshaus, wobei Minas Mutter umkam – direkt ist es ihnen wie jedem anderen Vampir jedoch unmöglich, einen Țepeș zu verletzen –, und brachten alle anderen reinblütigen Familien um. Obwohl Mina Akira liebt, ist, um das reine Blut zu bewahren, es ihr Schicksal, einen der drei Fürsten zu heiraten, denn reinblütige Vampire können nur einen Nachkommen bekommen. Doch ist Mina dazu aufgrund ihres kindlichen Körpers augenscheinlich nicht in der Lage. Jeder Vampir hat eine wahre Form, die seinen Charakter widerspiegelt, häufig monströse Erscheinungen, während Mina dabei zu einem Ebenbild ihrer Mutter und reifen Frau wird und dies vor den Fürsten geheim halten muss.

## Entstehung und Veröffentlichungen

### Dance in the Vampire Bund
Der Manga Dance in the Vampire Bund wird von Nozomu Tamaki geschrieben und gezeichnet. Er wird innerhalb des monatlich erscheinenden japanischen Magazins Gekkan Comic Flapper veröffentlicht, das Media Factory herausgegeben wird.
Der erste Zyklus erschien von Ausgabe 1/2006 vom 5. Dezember 2005 bis Ausgabe 10/2012 vom 5. September 2012 veröffentlicht. Die Kapitel wurden vom 23. Juni 2006 bis 23. Oktober 2012 in 14 Sammelbänden (Tankōbon) zusammengefasst:
1. Bd.: ISBN 4-8401-1397-1, 23. Juni 2006
2. Bd.: ISBN 4-8401-1646-6, 22. Dez. 2006
3. Bd.: ISBN 978-4-8401-1917-7, 23. Juni 2007
4. Bd.: ISBN 978-4-8401-1971-9, 20. Nov. 2007
5. Bd.: ISBN 978-4-8401-2233-7, 23. Juni 2008
6. Bd.: ISBN 978-4-8401-2508-6, 22. Dez. 2008
7. Bd.: ISBN 978-4-8401-2584-0, 23. Juli 2009
8. Bd.: ISBN 978-4-8401-2951-0, 22. Dez. 2009
9. Bd.: ISBN 978-4-8401-2991-6, 23. März 2010
10. Bd.: ISBN 978-4-8401-3399-9, 22. Nov. 2010
11. Bd.: ISBN 978-4-8401-3780-5, 24. März 2011
12. Bd.: ISBN 978-4-8401-4041-6, 22. Sep. 2011
13. Bd.: ISBN 978-4-8401-4445-2, 23. März 2012
14. Bd.: ISBN 978-4-8401-4741-5, 23. Okt. 2012

Für den deutschsprachigen Raum wurde der Manga von Tokyopop Deutschland lizenziert und seit Oktober 2010 veröffentlicht, wobei jeweils zwei Bände zu einem zusammengefasst werden, bisher (Stand: September 2014) erschienen sechs Bände. Daneben wurde der Manga lizenziert in Italien von Kappa Edizionis Imprint Ronin Manga ab Juni 2010, in Taiwan von Tong Li  als Xīxiěguǐ Tóngméng (chinesisch 吸血鬼同盟 – „Vampir-Bündnis“), in Thailand von Vibulkij als ผู้พิทักษ์พันธุ์อสูร in Südkorea von Daewon C.I. als 뱀파이어 번드, sowie in den Vereinigten Staaten von Seven Seas Entertainment. Letztere veröffentlichten die 14 Bände von Mai 2008 bis Mai 2013, sowie als Omnibus-Neuausgabe mit je drei Bänden zusammengefasst von Dezember 2012 bis April 2014.
Neben dem Hauptmanga wurden zwei Nebengeschichten (gaiden) veröffentlicht.

### Dive in the Vampire Bund
Dive in the Vampire Bund (ダイブ イン ザ ヴァンパイアバンド, Daibu in za Vampaia Bando), erschien ab August 2009 auf Media Factorys Webmanga-Plattform Mediafac Mobile und ist handlungsmäßig zwischen Band 8 und 9 angesiedelt. Diese Kapitel erschienen am 23. Januar 2010 in einem Sammelband, ISBN 978-4-8401-2964-0. Ab Dezember 2012 folgte ein zweiter Teil auf der Künstlerplattform pixiv, der am 23. März 2013 als zweiter Sammelband, ISBN 978-4-8401-5037-8 gedruckt erschien.
Dive in the Vampire Bund wurde in Deutschland im September 2014 veröffentlicht. In den USA erschien der erste Band am 29. März 2011 zunächst als Dance in the Vampire Bund Gaiden: Dive in the Vampire Bund, und dann beide Bände als Dive in the Vampire Bund am 15. Oktober 2013.

### Dance in the Vampire Bund: Sledgehammer no Tsuioku
Die zweite Nebenreihe heißt Dance in the Vampire Bund: Sledgehammer no Tsuioku (ダンス イン ザ ヴァンパイアバンド スレッジハマーの追憶, Dansu in za Vampaia Bando: Surejjihamā no Tsuioku) und erschien vom 5. November 2012 (Ausgabe 12/2012) bis 5. November 2013 (Ausgabe 12/2013) in der Comic Flapper. Die Kapitel wurden in drei Sammelbänden zusammengefasst:
- Bd. 1: ISBN 978-4-8401-5038-5, 23. März 2013.
- Bd. 2: ISBN 978-4-8401-5308-9, 23. August 2013.
- Bd. 3: ISBN 978-4-04-066120-9, 21. Dezember 2013.

Diese zweite Spin-off-Reihe wurde in den USA als Dance in the Vampire Bund: The Memories of Sledgehammer vom 3. Dezember 2013 bis 23. September 2014 veröffentlicht.

### Dance in the Vampire Bund 2 – Scarlet Order
Die Fortsetzung der Haupthandlung erfolgte mit dem zweiten Zyklus Scarlet Order: Dance in the Vampire Bund 2 (スカーレット オーダー　ダンス イン ザ ヴァンパイアバンド2, Sukāretto Ōdā: Dansu in za Vampaia Bando 2). Diese spielt sieben Jahre nach Abschluss des ersten Zyklus. Der Zeitraum zwischen beiden wird in Nozomu Tamakis „offiziellen“ Dōjinshi 7 Years in TOKYO behandelt. Scarlet Order lief vom 5. Dezember 2013 (Ausgabe 1/2014) bis 4. April 2015 (Ausgabe 5/2015) mit insgesamt vier Sammelbänden:
- Bd. 1: ISBN 978-4-04-066550-4, 23. April 2014
- Bd. 2: ISBN 978-4-04-066836-9, 23. August 2014
- Bd. 3: ISBN 978-4-04-067226-7, 23. Dezember 2014
- Bd. 4: ISBN 978-4-04-067514-5, 23. Dezember 2015

Seven Seas Entertainment veröffentlicht den Manga als Dance in the Vampire Bund II: Scarlet Order seit dem 16. Dezember 2014. Seit September 2017 erscheint die Serie bei Tokyopop auf Deutsch als Dance in the Vampire Bund 2 – Scarlet Order mit bisher zwei Bänden.

### „offizielle“ Dōjinshi
Auf verschiedenen japanischen Manga-Conventions veröffentlichte Nozomu Tamaki zudem privat weitere Dōjinshi, womit eigentlich Fanwerke gemeint sind, die je aus einem Kurzmanga von ihm bestehen, sowie je zwei Kurzgeschichten von Tikurakuran (ティクラウン) und Gemma und teilweise einem Yonkoma-Mangakapitel (Comic-Strip) von Masayuki Fujiwara. Diese sind:
1. Fever Dream. Comiket 76, 16. August 2009
  - Nozomu Tamaki: ohne Titel
  - Tikurakuran: Night and Darkness
  - Gemma: Death of a Salaryman
  - The Devil is in the Details: Erläuterung der Referenzen und Hommagen in den einzelnen Manga-Kapiteln
2. They Thirst. Comiket 77, 31. Dezember 2009
  - Nozomu Tamaki: ohne Titel
  - Tikurakuran: Lies & Silence
  - Gemma: Of Endless Silence and Rest
  - Hintergründe
3. Save the Last Dance for Me. Comic1★4, 29. April 2010
  - Nozomu Tamaki: ohne Titel
  - Tikurakuran: S.A.G.A’s Cooking Classroom
  - Gemma: A Flag Full of Stars
  - Masayuki Fujiwara: Good Luck, Akira-kun!!
4. Lost in the Vampire Bund. Comiket 78, 1. August 2010
  - Nozomu Tamaki: ohne Titel
  - Tikurakuran: Time to Hunt
  - Gemma: The Sun Beyond the Window
  - Masayuki Fujiwara: Good Luck, Akira-kun!!
  - The Devil is in the Details
5. Blood Music. Comiket 79, 31. Dezember 2010
  - Nozomu Tamaki: Friends ~A Few Rumors About Him~
  - Gemma: Apples from a Tree
  - Tikurakuran: The Manchurian Candidate
  - Masayuki Fujiwara: Good Luck, Akira-kun!!
  - The Devil is in the Details
6. Let the Right One in. Comiket 80, 14. August 2011
  - Nozomu Tamaki: The World of Dance in the Vampire Bund: Building the Bund & School Life
  - Tikurakuran: Les Enfants Terrible
  - Gemma: Hematologie du Gout
  - Masayuki Fujiwara: Good Luck, Akira-kun!!
7. No Different Flesh. Comiket 81, 31. Dezember 2011
  - Tikurakuran, Gemma, Nozomu Tamaki: No Different Flesh
  - Masayuki Fujiwara: Good Luck, Akira-kun!!
8. Tweet of Beehive. Comitia 100, 5. Mai 2012
  - Nozomu Tamaki: ohne Titel
  - Tikurakuran: Dog Day Afternoon
  - Gemma: Ever After
  - Masayuki Fujiwara: Good Luck, Akira-kun!!
9. Pavane pour l’infante vivante. Comiket 82, 12. August 2012
  - Nozomu Tamaki: Kiss×Kiss
  - Tikurakuran: Bund no Chūzaisan
  - Gemma: A Fine and Private Place
  - Masayuki Fujiwara: Good Luck, Akira-kun!!
10. …Must Come To An End. Comiket 83, 29. Dezember 2012
  - Nozomu Tamaki: ohne Titel
  - Tikurakuran, Gemma: The Moonlit Classroom
  - Dance in the Vampire Bund Dōjinshi Chronicle
  - The Devil is in the Details: Complete Edition
  - Masayuki Fujiwara: Good Luck, Akira-kun!!
11. 7 Years in TOKYO. Comiket 85, 31. Dezember 2013[10]

Seven Seas Entertainment lizenzierte die ersten 10 dieser Dōjinshi ebenfalls. Die Manga, sowie die Kurzgeschichte mit Manga-Elementen No Different Flesh wurden in den USA als Dance in the Vampire Bund: Forgotten Tales am 17. Juni 2014 herausgebracht und die Kurzgeschichten auf 700 Seiten in Dance in the Vampire Bund: Secret Chronicles am 21. Oktober 2014.

## Anime
Das Studio Shaft adaptierte unter der Regie von Akiyuki Shimbō den Manga als Anime-Fernsehserie. Zuvor war Shimbō Regisseur der sehr erfolgreichen Anime-Fernsehserie Bakemonogatari. Das Charakterdesign wurde von Naoyuki Konno auf Grundlage des Mangas herausgearbeitet. Die künstlerische Leitung übernahm Kōji Azuma. Komponist war dabei Akio Dobashi. Auf Wunsch des Autors des Mangas gibt der Anime die Handlung des Mangas nicht unverändert wieder, sondern mit einigen Freiheiten.
Produziert wurde die Musik unter dem Label Flying Dog. Im Vorspann wurde der Titel Friends (フレンズ) gespielt. Gesungen von Aiko Nakano ist das Lied ein Cover des gleichnamigen größten Hits der japanischen Pop-Rock-Band Rebecca von 1985. Komponiert wurde es von Akio Dobashi und getextet von NOKKO, Mitgliedern der Band. Der Abspann war mit dem Titel Tsumeato (爪痕) unterlegt, der von hibiku interpretiert wurde. Komponiert wurde das Stück von Jumpei Fujita. Den Liedtext schrieb Aiko Nakano.
Die Serie wurde erstmals vom 7. Januar bis 1. April 2010 auf AT-X übertragen. Einige Tage später begannen die japanischen Sender Chiba TV, Sun TV, Tokyo MX, TV Aichi, TV Kanagawa und TV Saitama ebenfalls mit der Ausstrahlung. Zusätzlich zu den geplanten 12 Folgen wurde zwischen der 7. und 8. Episode dabei kurzfristig eine Zusammenfassungsfolge namens Tokubetsuhen – Special Edition (特別編〜Special Edition〜) als Sonderfolge eingeschoben.
Die Episodentitel spielen auf verschiedene Horror-, Vampir- und Werwolffilme an, wie Prom Night, The Howling, Teen Wolf, Interview with the Vampire, Shadow of the Vampire, From Dusk Till Dawn, Innocent Blood, Near Dark oder The Lost Boys.
Jede Folge enthielt im Abspann eine Illustration, die der Reihe nach von folgenden Künstlern stammten: Meimu (Zeichner der Manga zu Gasaraki, Ringu 2 und Juon 2), Jin Kobayashi (Zeichner des Manga School Rumble), Shinji Ohara (Zeichner des Manga Nijū Mensō no Musume), Koin (Illustrator von Kanokon), Semmu (Illustrator von Kämpfer), Kai Ōba (Zeichner des Manga Tono to Issho), Luna (Illustrator von Seiken no Blacksmith), Tetsurō Kasahara (Zeichner des Manga Rideback), Keitarō Arima (Zeichner des Manga Tsukuyomi – Moon Phase), Chūōhigashiguchi (Character Designer), Hekiru Hikawa (Zeichner des Manga Pani Poni) und Nozomu Tamaki.
Im März 2010 wurde Dance in the Vampire Bund von Funimation lizenziert und seit 5. März mit englischen Untertiteln auf der eigenen Website gestreamt. Bei den Streams wurden dabei einige Szenen geschnitten, wobei eine ungeschnittene Veröffentlichung auf DVD geplant ist. Die Europarechte sicherte sich Dybex, das in Zusammenarbeit mit Nipponart eine deutschsprachige Fassung veröffentlichen will. Ab dem 19. Oktober 2010 wurde die Serie auf Deutsch auf Animax ausgestrahlt. Die deutsche Fassung erschien bei Nipponart am 24. November 2011 auf DVD sowie am 25. April 2014 auf Blu-ray, jeweils komplett.
| Rolle                    | Japanischer Sprecher (Seiyū) | Deutscher Sprecher |
| ------------------------ | ---------------------------- | ------------------ |
| Mina Țepeș               | Aoi Yūki                     | Rieke Werner       |
| Akira Kaburagi Regendorf | Yūichi Nakamura              | Dennis Saemann     |
| Yuki Saegusa             | Chiwa Saitō                  | Winnie Brandes     |